# 브로이유-체르비니아
브로이유체르비니아(프랑스어: Breuil, 이탈리아어: Cervinia, 발도탱 Breuill)는 이탈리아 북서부 아오스타 계곡 지역에 있는 고산 리조트이다. 발투르낭시 코무네의 프라치오네이다.

## 이름
브로이유체르비니아(Breuil-Cervinia)라는 이름은 두 언어의 병기 지명이다. 브로이유(Breuil)는 프랑스어로 관광 정착지가 건설되기 전의 장소의 원래 이름이다. 발도탱 방언 브로이유에서 파생된 늪지대 산악 지형인 아오스타 계곡 전체에서 매우 일반적인 지명을 나타낸다. 그리고 체르비니아는 파시스트 정부가 원했던 아오스타 계곡의 장소 이름으로 이탈리아어화 과정에 따라 마을에 주어진 지명은 마터호른을 가리키는 세르뱅(프랑스어: Cervin) 또는 체르비노(이탈리아어: Cervino)였다.

## 지리

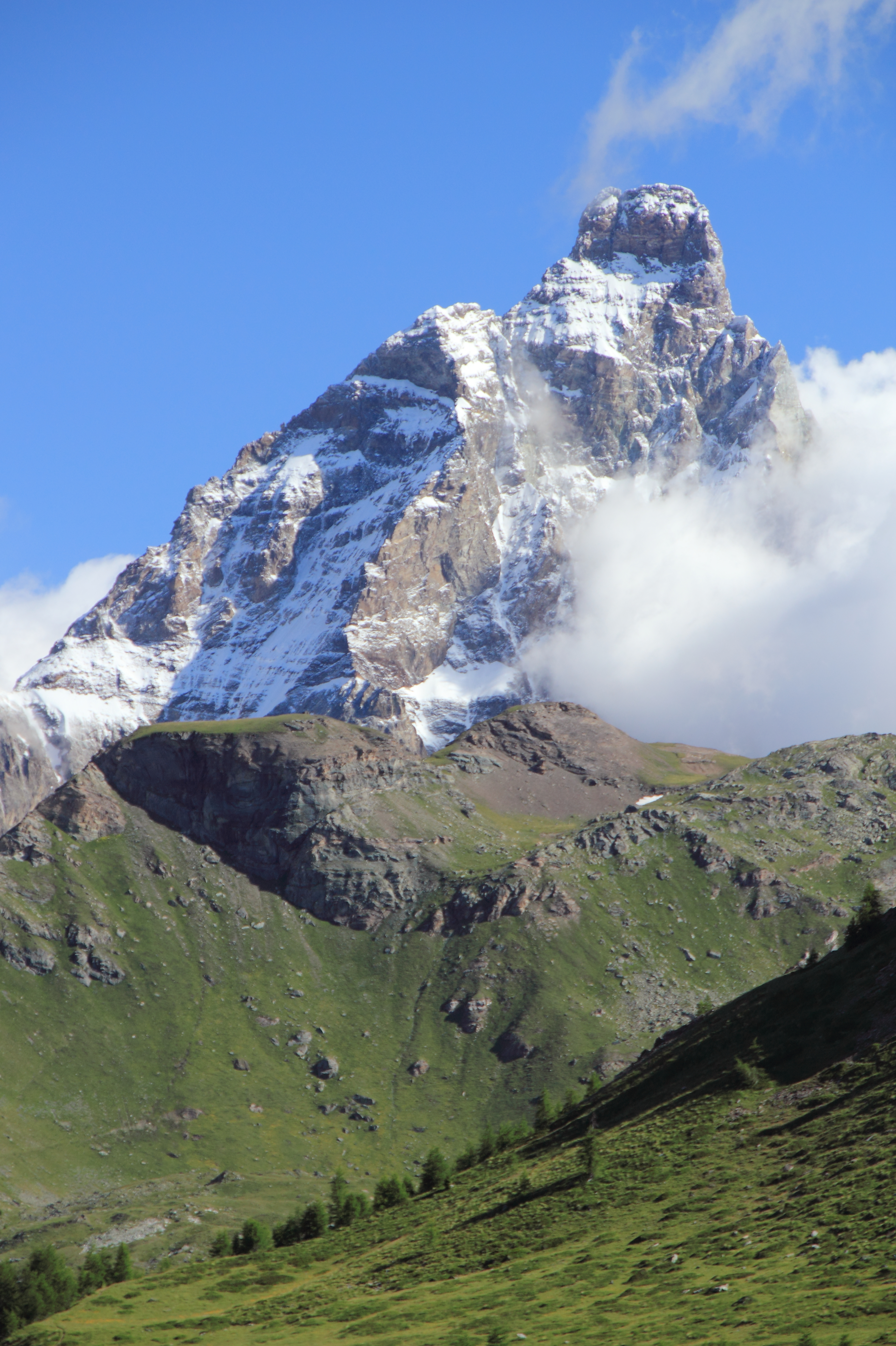
발투르낭시 계곡에서 본 체르니노

브로이유체르비니아는 해발 2,050m, 마테호른 기슭, 발투르낭시 계곡에 자리 잡고 있으며, Jumeaux, Château des Dames, Furggen 및 Grandes Murailles 정상으로 둘러싸여 있다. 그것은 고원 로사 빙하 (3,500m)를 통해 체르마트와 스키 지역을 공유한다.
브로이유체르비니아의 스키 시즌은 겨울에는 6개월뿐만 아니라 로사 고원 빙하에서도 여름에도 지속된다. 테오둘 고개는 브로이유-체르비니아의 영토에 있다. 마을은 마모어 크릭으로 나뉘어져 있다.

## 기후
브로이유체르비니아는 유럽에서 가장 높은 스키 리조트 중 하나이며 기후는 저온과 일관된 눈이 내리는 것을 특징으로 한다. 기온은 겨울철에 매우 추워지며 겨울철에는 일일 평균이 -5 및 –10°C이고, 여름철에는 약 8-10°C에 불과하다. 이것은 겨우내 눈을 훌륭한 모양으로 유지한다. 12월은 보통 리조트에서 평균 40~50cm, 산에서 140~160cm, 1월 약 80~200cm, 2월 약 90~220cm, 3월 100~240cm, 4월 60~200cm이다.

## 역사
브로이유체르비니아는 짧은 역사를 가지고 있다. 19세기 초까지, 브로이유 분지는 단지 목초지였으며, 목자 그룹은 여름에만 몇 개의 고산 오두막에 살았다. 그러나 중세 시대에 브로이유는 알프스를 건너야 하는 상인들과 아야스와 리스 계곡 근처의 발저 지역 사회의 정착을 위한 중요한 교차로였다.
이 도시의 진정한 성장은 1850년대 이후 알프스 전역에서 알피니즘이 탄생하면서 시작되었다. 1700년대 사보이 알프스를 통한 호라세-베네딕트 드 소슈르의 탐험은 마테호른과 사보야드 주의 다른 산들, 특히 영국 부르주아지에서 광야에 대한 관심을 더욱 높였다.

## 경제
오늘날 브로이유체르비니아는 로사 고원 빙하에서 여름 스키를 탈 수 있는 가능성과 마터호른 스키 파라다이스의 스키 리프트 링크, 고산 풍경의 아름다움 및 마터호른의 존재 덕분에 겨울과 여름 모두 관광에 전적으로 의존하고 있다.
여름이면 브로이유체르비니아의 평야는 젖소가 있는 고산 목초지의 본거지이며, 우유를 사용하여 최초의 아오스타 계곡 치즈, 폰티나 및 기타 토마 치즈를 생산한다.